# Алчедарське поселення
Алчедарське поселення було поселенням слов'янського племені тиверців з початку 6-го до 12-го століття. 

## Історія
Розкопане біля села Алчедара Резинського району Молдови, перші дослідження були проведені між 1950 та 1963 роками. На початку 12-го століття Алчедарське поселення було спустошено кочовиками. При розкопках були знайдені залишки жителів, домниці для виробництва заліза, майстерні, державні споруди, знаряддя праці, зброя, прикраси, глиняні антропоморфні статуетки тощо.